# 玛丽·格里格森
玛丽·格里格森（英語：Mary Grigson，1971年6月3日—），澳大利亚女子自行车运动员。她曾代表澳大利亚参加2002年英联邦运动会自行车比赛，获得山地自行车女子越野赛铜牌。